# 1985 у відеоіграх

## Події

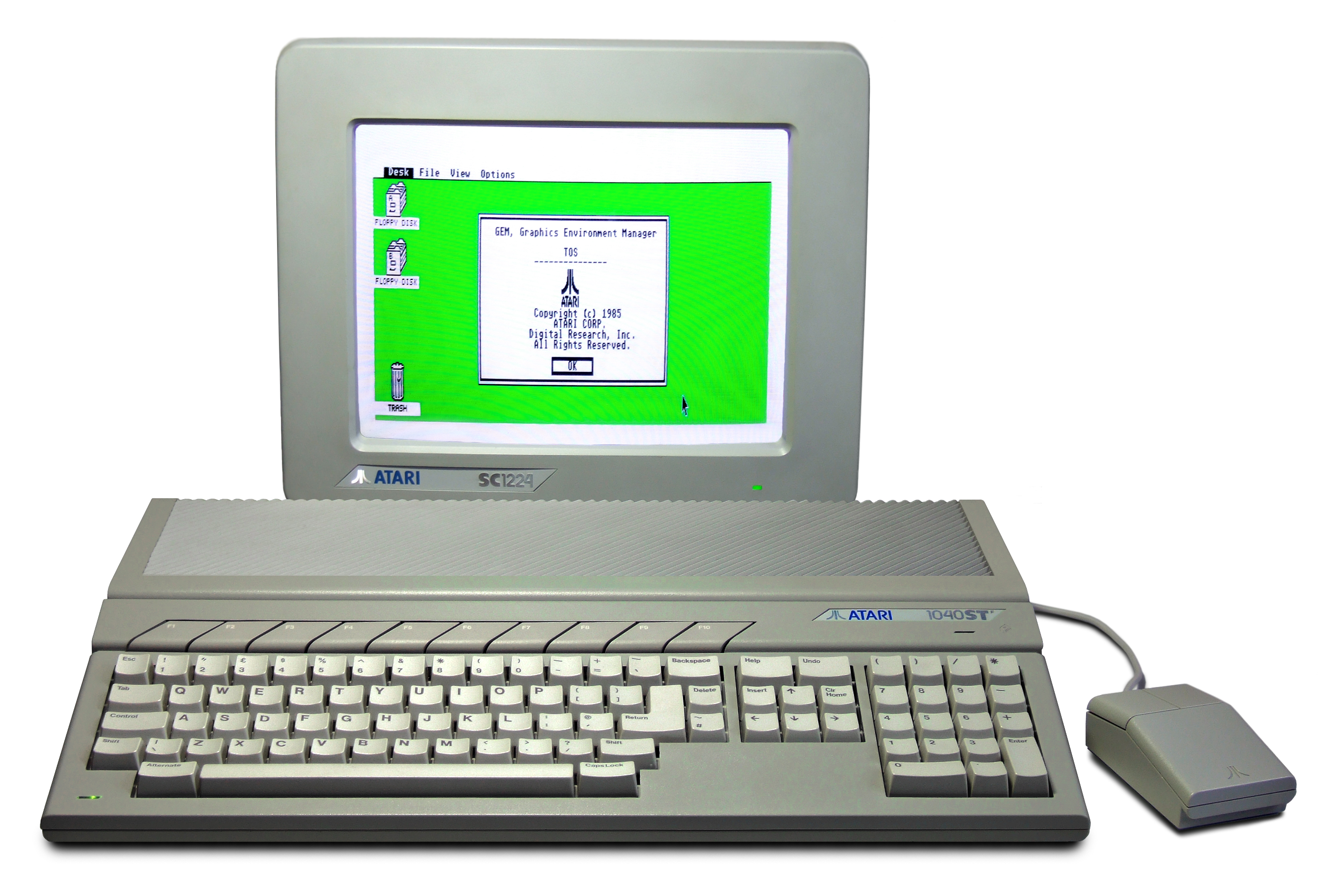
Atari ST

- Atari випускає персональний комп'ютер 520ST.
- Commodore випускає персональний комп'ютер Amiga.
- Sega випускає в Японії SG-1000 Mark III.

## Релізи
- Brøderbund випускає Where in the World is Carmen Sandiego?, першу гру серії Carmen Sandiego.
- 13 вересня 1985 року Nintendo представила культову гру Super Mario Bros., яка стала бестселером та була продана загальною кількістю понад 40 мільйонів копій та занесена до Книги рекордів Гіннеса, де залишалася до 2008, як найбільш коммерційно успішна гра у світі.
- 19 вересня компанія Capcom представила гру Ghosts 'n Goblins, аркадний платформер, що дав початок серії ігор.
- Nintendo представила гру 10-Yard Fight для NES — перший симулятор американського футболу.
- 18 жовтня: Nintendo представила гру Duck Hunt.
- Namco випускає Dig Dug II, Metro-Cross, Baraduke, Motos, Battle City і Sky Kid.
- Atari представляє гру Gauntlet (за Logg Ed).
- Electronic Arts випускає ігри Adventure Construction Set і Racing Destruction Set, які стають популярними.
- Компанія The Learning Company видала першу комерційну версію гри The Oregon Trail для Apple II.
- Origin Systems представляє Ultima IV: Quest of the Avatar.
- ERE Informatique[en] випускає пригодницьку гру Eden Blues[fr].
- Клайв Таунсенд створив гру Saboteur! для ZX Spectrum, яка отримала велику кількість позитивних відгуків у ігровій пресі та статус культової серед гравців на території СРСР.

## Бізнес
- Створені такі компанії: Titus Interactive, Code Masters, Westwood Studios, Inc., Square, Bethesda Softworks Inc.
- Edu-Ware закривається; Девід Маліч і ряд інших звільнених співробітників компанії утворюють Electric Transit, яка стає першою компанією, що приєдналася до Electronic Art's.
- Закриті компанії: RDI Video Systems.